# Ba kích

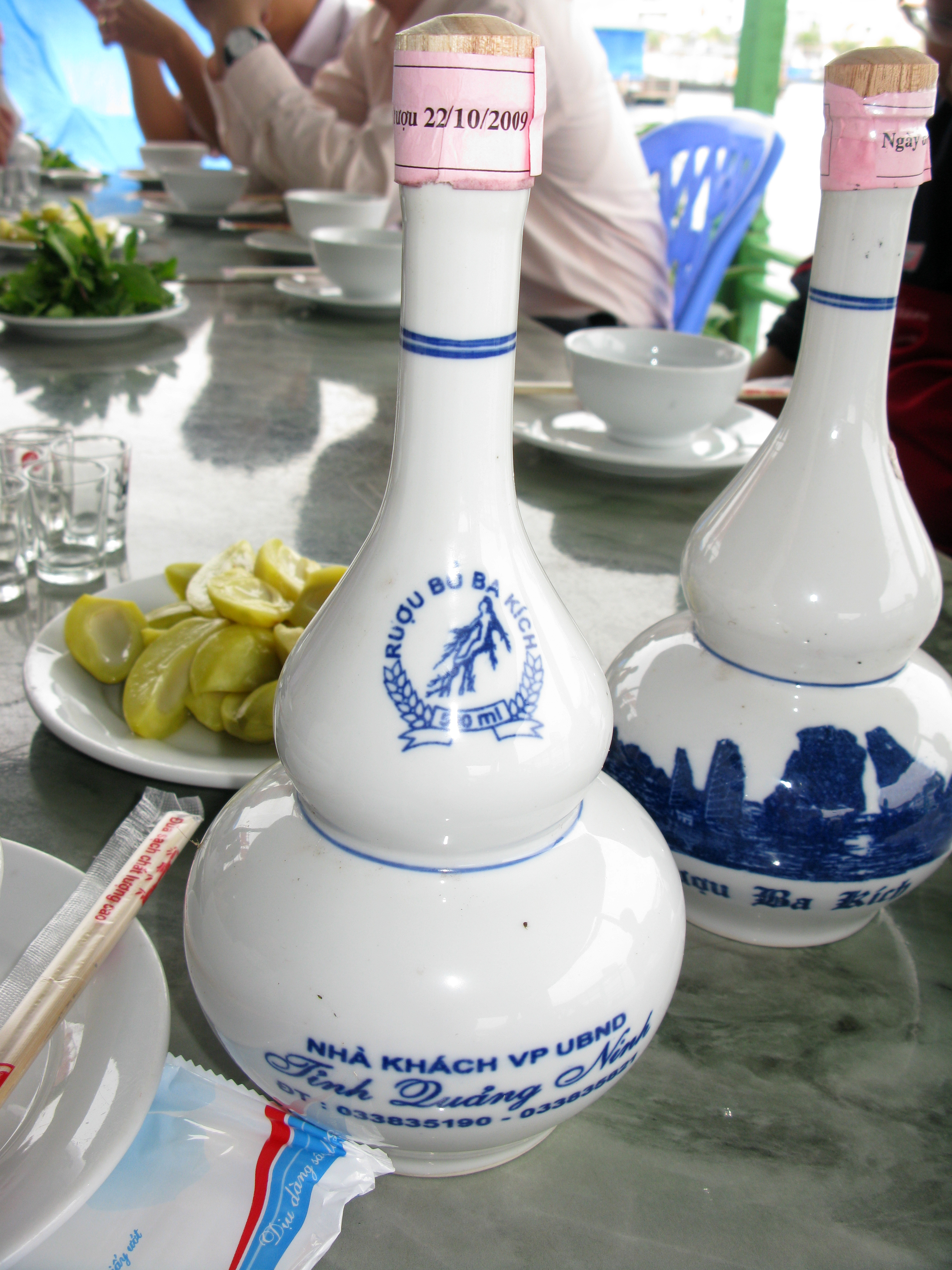
Đặc sản rượu ba kích của Quảng Ninh, Việt Nam.

Ba kích hay còn gọi ba kích thiên, nhàu thuốc, ruột gà (danh pháp hai phần: Morinda officinalis), là loài thực vật thuộc chi Nhàu, họ Cà phê.
Cây dây leo sống nhiều năm, thân mảnh có lông mịn. Lá đơn nguyên mọc đối chữ thập, tạo thành các lóng thân dài từ 5–10 cm. Phiến lá hình bầu dục thuôn ngược, đầu là ngọn gấp, đuôi lá hình tim hoặc tròn, phiến lá lúc non màu xanh, già màu trắng mốc và khi khô có màu nâu tím. Mặt dưới phiến lá đếm có 8-9 cập gân thứ cấp. Hoa trắng sau chuyển vàng. Quả kép phủ lông, có màu đỏ khi chín. Rễ cây phình to.
Cây mọc leo thành bụi ven rừng đồi núi có độ cao tuyệt đối dưới 500m.
Một số bộ phận của cây được sử dụng làm dược liệu chữa các bệnh phong thấp, giảm huyết áp, bổ dương. Người âm hư, hỏa thịnh, táo bón cấm dùng.